# Hôn nhân cùng giới ở Oklahoma
Hôn nhân cùng giới đã được hợp pháp tại tiểu bang Oklahoma của Hoa Kỳ kể từ ngày 6 tháng 10 năm 2014, sau khi giải quyết vụ kiện thách thức lệnh cấm của tiểu bang đối với hôn nhân cùng giới. Vào ngày hôm đó, sau khi Tòa án Tối cao Hoa Kỳ từ chối xem xét lại vụ kiện cho thấy lệnh cấm là vi hiến, Tòa án phúc thẩm Tenth Circuit liên bang đã ra lệnh cho nhà nước công nhận hôn nhân cùng giới.
Vào ngày 14 tháng 1 năm 2014, Thẩm phán Terence C. Kern, Tòa án Quận Hoa Kỳ cho Quận Bắc Oklahoma, đã tuyên bố Câu hỏi 711, trong đó cấm công nhận và thực hiện hôn nhân cùng giới, vi hiến. Vụ án, Bishop v. United States (trước đây là Bishop v. Oklahoma), đang chờ kháng cáo.
Vào ngày 18 tháng 7 năm 2014, một hội đồng của Tenth Circuit đã giữ nguyên phán quyết của Kern, đảo ngược lệnh cấm kết hôn cùng giới của Oklahoma. Tuy nhiên, hội đồng xét xử đưa ra phán quyết của mình trong thời gian chờ xử lý đơn yêu cầu cấp giấy chứng nhận của Tòa án Tối cao Hoa Kỳ. Vào ngày 6 tháng 10 năm 2014, Tòa án Tối cao Hoa Kỳ đã từ chối yêu cầu xem xét, để lại phán quyết của Tòa án Tenth Circuit. Chính phủ Oklahoma đã phản ứng bằng cách thực hiện phán quyết của tòa án, công nhận hôn nhân cùng giới trong tiểu bang.